# L'Autre Laurens
Pour plus de détails, voir Fiche technique et Distribution.
L'Autre Laurens est un thriller policier franco-belge réalisé par Claude Schmitz, sorti en 2023.

## Fiche technique
Sauf indication contraire, les informations mentionnées dans cette section peuvent être confirmées par les bases de données cinématographiques IMDb et Allociné,  présentes dans la section « Liens externes ».
- Titre original : L'Autre Laurens
- Réalisation : Claude Schmitz
- Scénario : Claude Schmitz et Kostia Testut
- Musique : Thomas Turine
- Décors : Matthieu Bufler
- Costumes : Matthieu Bufler
- Photographie : Florian Berutti
- Son : Thomas Berliner
- Montage : Marie Beaune
- Production : Benoît Roland et Jérémy Forni
- Sociétés de production : Chevaldeuxtrois et Wrong Men Productions
- Société de distribution : Arizona Distribution
- Pays de production :  Belgique et  France
- Langue originale : français
- Format :
- Genre : Thriller policier
- Durée : 119 minutes
- Dates de sortie :
  - France : 
    - 22 mai 2023 (Cannes)
    - 4 octobre 2023 (en salles)

## Distribution
- Olivier Rabourdin : Gabriel Laurens
- Louise Leroy : Jade Laurens
- Kate Moran : Shelby
- Marc Barbé : Valery
- Tibo Vandenborre : Jige
- Edwin Gaffney : Scott
- Rodolphe Burger : Alain
- Francis Soetens : Francis

## Tournage
Le tournage a notamment eu lieu au château de Rastignac à La Bachellerie, en Dordogne.